# Bert van Slooten

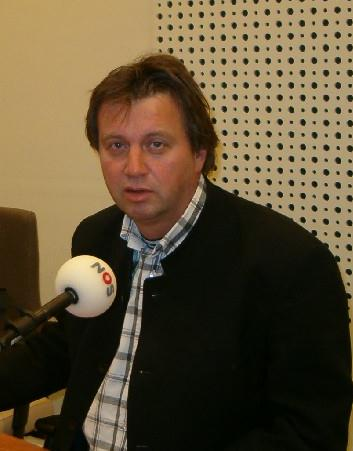
Bert van Slooten

Sieuwert Hubertus (Bert) van Slooten (Amsterdam, 29 januari 1960) is een Nederlands radio- en soms ook televisiepresentator (in verkiezingstijd) en verder verslaggever.
Na zijn opleiding aan de School voor de Journalistiek in Utrecht begon hij in 1981 als rechtbank- en sportverslaggever voor het Utrechts Nieuwsblad. Daarna werkte hij vanuit Afrika voor de GPD en bladen op het gebied van ontwikkelingssamenwerking.
In 1987 belandde Bert van Slooten bij het Agrarisch Dagblad en zette daar de Haagse redactie op.
Eind 1989 maakte hij de stap naar de radio en werd sociaaleconomisch en politiek verslaggever bij de VARA. Toen de actualiteitenredacties van de publieke omroep in 1995  samengingen in het Radio 1 Journaal werd hij daar politiek commentator en later ook presentator. Ook werkte hij voor Met het oog op morgen en voor de VARA-editie van De Ochtenden. In 2006 kwam daar de NOS-podcast Europa deze Week bij. Tussen september 2006 en augustus 2008 presenteerde Bert van Slooten samen met Jurgen van den Berg op de zaterdag tussen 12.00 en 18.30 uur voor de NOS een gecombineerd sport-nieuws-sport-programma.
Vanaf 25 augustus 2008 vormde hij met Catrien Straatman op vrijdag en zaterdag een van de presentatieduo's van de ochtenduitzending van het Radio 1 Journaal en was invaller bij andere edities en Met het oog op morgen.
Van september 2009 tot januari 2016 presenteerde Bert van Slooten de zaterdagochtenduitzending. Toen hij daarmee stopte werd hij na een korte tijd op de economische redactie van de NOS redacteur/ correspondent op Bureau Brussel, dat de EU en België verslaggeving verzorgt.
Dat de televisie zoveel spraakmakender en bepalender is dan de radio stoort hem niet. "Je moet je plaats kennen, maar ook weten wat je kracht is. De radio is snél, je kunt mensen in korte tijd helemaal bijpraten en actuele gebeurtenissen op de voet volgen. Maar het biedt ook de mogelijkheid tot verdieping in een gesprek, zonder dat het publiek wordt afgeleid door uiterlijkheden."